# Monodontide
Monodontidele (Monodontidae) sau delfinapteridele (Delphinapteridae) este o familie de cetacee din subordinul odontocete care trăiesc în mările din zonele arctice și subarctice ale Emisferei nordice. Sunt cetacee de talie mijlocie (lungimea corpului de 4–4,9 m și greutatea de 680–1590 kg). Au capul rotund, botul trunchiat, înotătoarele rotunjite, înotătoarele pectorale largi cu degete scurte, înotătoarea dorsală lipsește și în locul ei se află o ușoară ridicătură a pielii. Craniul apare turtit dacă este privit lateral, fără proeminențe în dreptul nărilor. Spre deosebire de toate celelalte cetacee, la monodontide nu sunt sudate vertebrele cervicale, ele fiind separate, ceea ce le permite o mai mare flexibilitate în mișcările gâtului. Monodontidele sunt cetacee gregare, care pot forma cârduri mixte în deplasările lor pentru căutarea hranei. Hrana constă din diferite specii de pești, dar mai consumă sepii și alte moluște, crevete și alte nevertebrate bentonice.

## Sistematica
Familia cuprinde numai două specii: 
- Delphinapterus leucas, delfinul alb sau beluga, are culoarea albă și trăiește în Oceanul înghețat de Nord și în nordul Oceanului Atlantic. Lungimea corpului maximă de 4,1 m pentru femele și 5,5 m pentru masculi; greutatea de 1600 kg.
- Monodon monoceros, narvalul, este răspândit în Oceanul înghețat de Nord și în nordul Oceanului Atlantic, ajungând și pe coastele Angliei și Scandinaviei. Adultul n-are decât doi dinți în falca superioară. La femelă ei nu sparg gingia, iar la mascul cel stâng (rareori amândoi) se alungește și se răsucește ca un sfredel lung de 2—2,50 m și îndreptat înainte. Lungimea corpului (fără dinte) este de 4,2 m pentru femele și de 4,7 m pentru masculi; greutatea maximă este de 1 600 kg. Este căutat pentru pielea și grăsimea lui.